# Panelus manasi
Panelus manasi är en skalbaggsart som beskrevs av Renaud Maurice Adrien Paulian 1983. Panelus manasi ingår i släktet Panelus och familjen bladhorningar. Inga underarter finns listade i Catalogue of Life.